# Луганська округа
Луга́нська окру́га — адміністративно-територіальна одиниця Української СРР в 1923–1930 роках. Окружний центр — місто Луганськ.

## Історія
Округу створено 7 березня 1923 року в складі Донецької губернії з окружним центром в місті Луганську. 
До складу округи увійшли Луганський і Дебальцівський повіти Донецької губернії в складі таких районів (волостей):
- Петропавлівський — з волостей: Петропавлівської, Велико-Чернигівської, Райгородської, Старо-Байдарської.
- Станично-Луганський — з волостей: Станично-Луганської (частини), Нижньо-Герасимівської, Верхньо-Теплянської волостей.
- Ново-Світлівський — з волостей: Ново-Світлівської, Миколаївської, Церковенської, Макаро-Ярівської, Давидо-Миколаївської, Первозванівської (частина), Станично-Луганської (частини).
- Камінобродський — з волостей: Каменобродської, Вергунської, Олександровської (частини), Весело-Гірської.
- Слов'яносербський — з волостей: Слов'яносербської, Кримської, Жовтянської, Черкаської і Трьохізбинської.
- Лозово-Павлівський — з волостей: Лозово-Павлівської, Оленівської, Ганнинської, Петро-Голенищевської, Сентяно-Миколаївської.
- Городищенський — з волостей: Городищенської, Андріянопільскої, Чорнухінської і Фащевської.
- Алчевський — з волостей: Василіївської, Михайлівської й Мало-Іванівської.
- Успенський — з волостей: Успенської, Білянської, Ілірійської, Георгіївської, Олександрівської (частина), Першезванівської (част.), Ребриківської, Оріхівської і Картушинської.
- Іванівський — з волостей: Іванівської, Петропавлівської, Штерівської, Краснокутської і Петро-Красносільскої.

У червні 1925 року губернії в Україні було скасовано і округа перейшла в пряме підпорядкування Української РСР. 
За даними на 1926 рік округа поділялася на 12 районів: 
- Алчевський
- Дмитріївський
- Кам'янобрідський
- Краснолуцький
- Лозово-Павлівський
- Новосвітловський
- Петропавлівський
- Ровеньківский
- Слов'яносербський
- Сорокинський
- Станично-Луганський
- Успенський

Упродовж 1924–1930 років межі й склад округи не раз змінювалися. 
У червні 1930 року до складу Луганської округи було приєднано територію розформованої Старобільскої округи. 
Як адміністративна одиниця округа була ліквідована 2 вересня 1930 року, райони перейшли у пряме підпорядкування Української СРР.

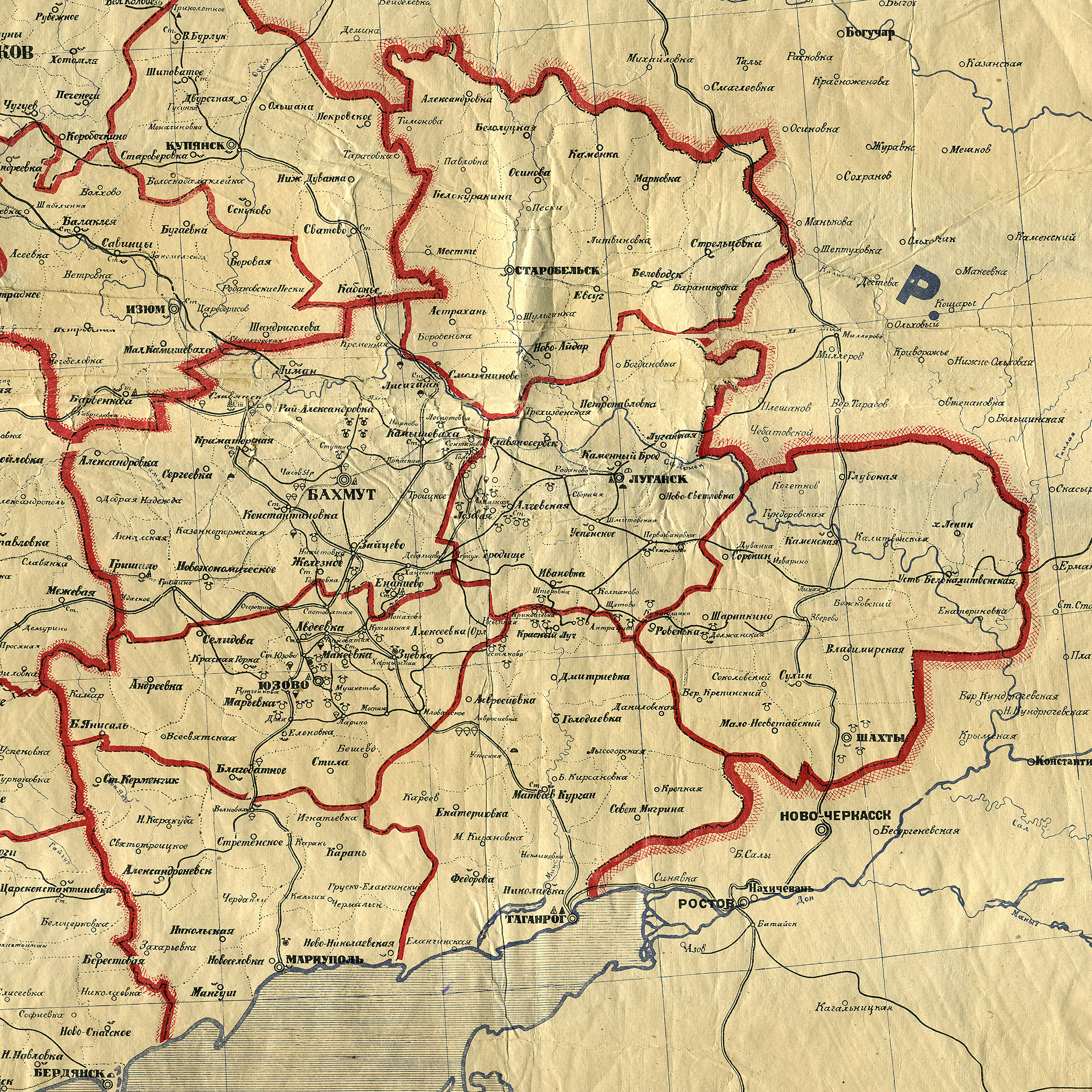
Карта Луганської округи у складі Донецької губернії, 1923
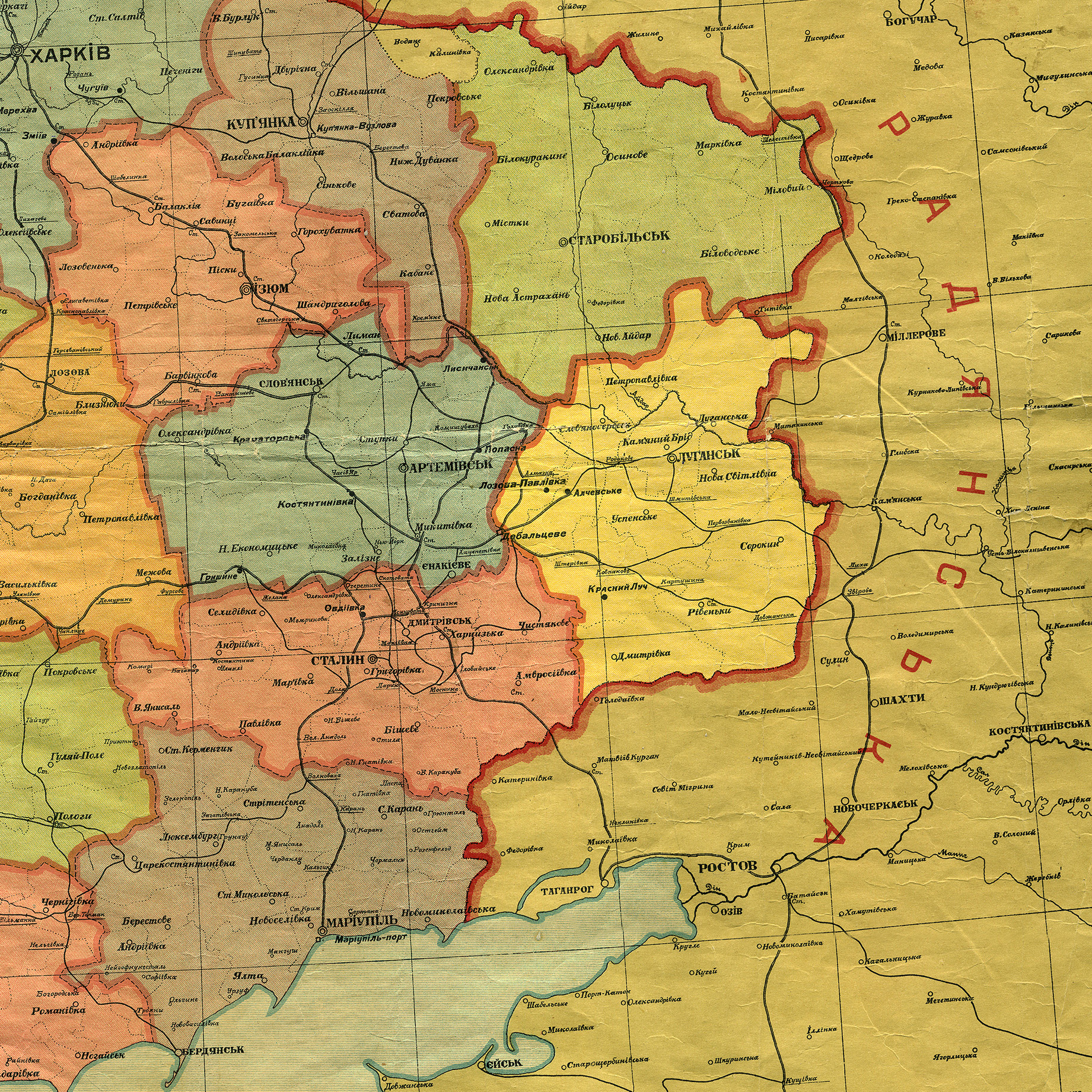
Карта Луганської округи, адміністративні межі станом на 1 жовтня 1925
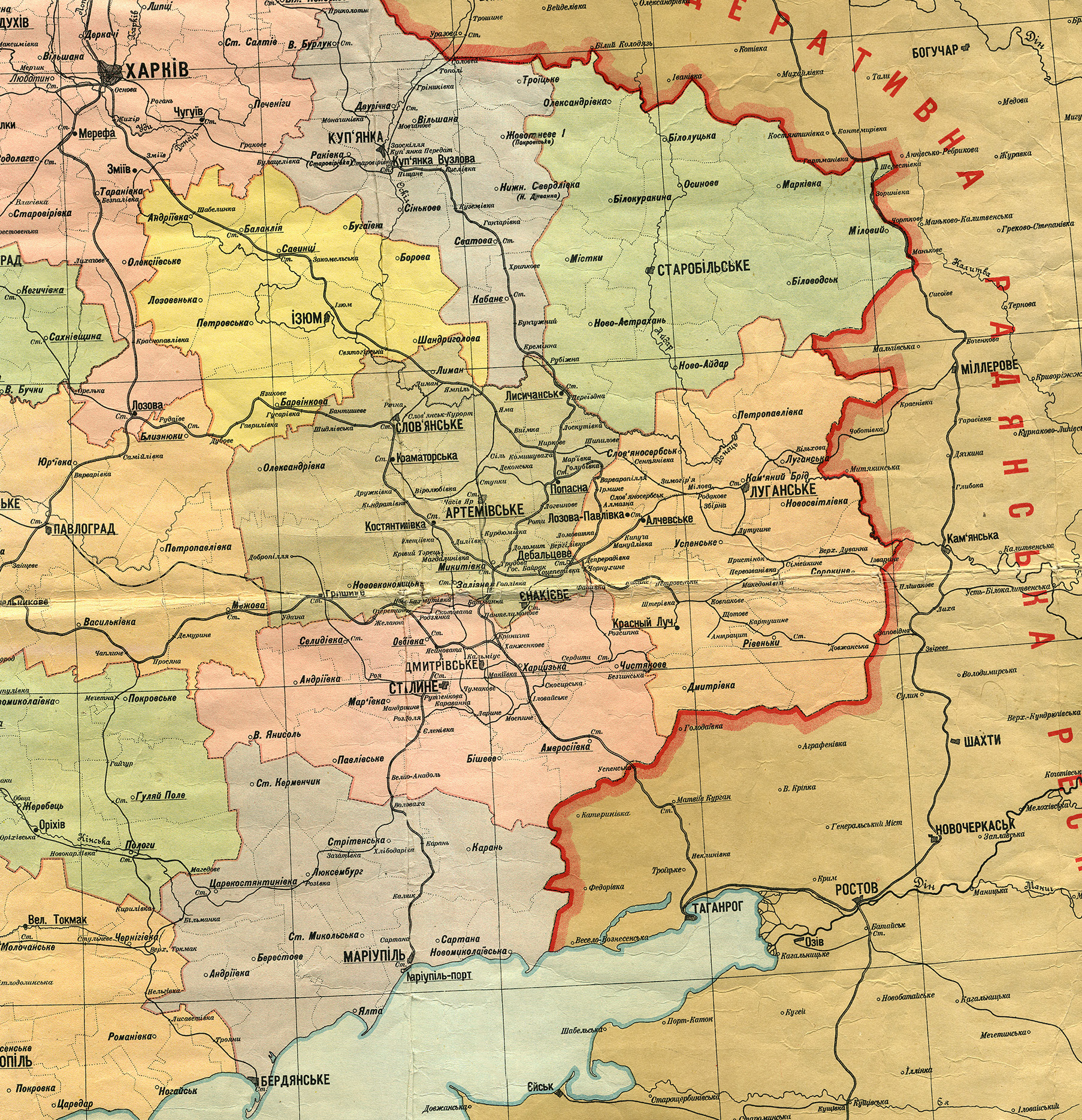
Карта Луганської округи, адміністративні межі станом на 1 березня 1927 року

## Населення
За даними перепису 1926 року чисельність населення становила 613,7 тис. осіб, у тому числі українці — 51,7%; росіяни — 42,8%; євреї — 1,7%; німці — 1,3%.

### Національний склад
Населення та національний склад районів округи за переписом 1926 року
| Район               | Населення, осіб | Національний склад, % | Національний склад, % | Національний склад, % | Національний склад, % | Національний склад, % | Національний склад, % | Національний склад, % |
| Район               | Населення, осіб | українці              | росіяни               | євреї                 | німці                 | татари                | білоруси              | поляки                |
| ------------------- | --------------- | --------------------- | --------------------- | --------------------- | --------------------- | --------------------- | --------------------- | --------------------- |
| м. Луганськ         | 71 553          | 43,5                  | 43,7                  | 10,0                  | 0,5                   | 0,1                   | 0,3                   | 0,6                   |
| Алчевський          | 55 880          | 48,1                  | 46,1                  | 1,6                   | 0,2                   | 1,2                   | 1,2                   | 0,4                   |
| Дмитріївський       | 43 043          | 65,9                  | 28,7                  | 0,1                   | 3,0                   | 1,3                   | 0,4                   | 0,1                   |
| Кам'янобрідський    | 17 350          | 93,6                  | 4,3                   | 0,1                   | 1,5                   |                       |                       | 0,1                   |
| Краснолуцький       | 83 087          | 52,2                  | 41,9                  | 0,5                   | 2,6                   | 1,2                   | 0,2                   | 0,2                   |
| Лозовопавлівський   | 97 983          | 50,2                  | 42,6                  | 1,5                   | 0,4                   | 2,0                   | 1,5                   | 0,7                   |
| Новосвітлівський    | 23 774          | 83,7                  | 11,5                  |                       | 4,5                   |                       | 0,1                   |                       |
| Петровський         | 28 714          | 24,0                  | 75,8                  |                       |                       |                       |                       |                       |
| Ровеньківський      | 65 673          | 61,4                  | 34,9                  | 0,2                   | 2,0                   | 0,5                   | 0,1                   | 0,2                   |
| Слов'яносербський   | 33 526          | 53,3                  | 42,8                  |                       |                       |                       | 0,1                   |                       |
| Сорокинський        | 31 274          | 24,1                  | 71,9                  | 0,1                   | 0,2                   | 1,8                   | 0,4                   | 0,3                   |
| Станично-Луганський | 30 034          | 10,8                  | 89,0                  | 0,0                   | 0,0                   | 0,0                   | 0,1                   | 0,1                   |
| Успенський          | 32 540          | 81,8                  | 15,5                  | 0,1                   | 1,5                   | 0,5                   | 0,3                   | 0,1                   |
| Луганська округа    | 614 431         | 51,7                  | 42,8                  | 1,7                   | 1,3                   | 0,9                   | 0,5                   | 0,3                   |

### Мовний склад
Рідна мова населення Луганської округи за переписом 1926 року
| Район               | Населення, осіб | Рідна мова, % | Рідна мова, % | Рідна мова, % |
| Район               | Населення, осіб | українська    | російська     | інша          |
| ------------------- | --------------- | ------------- | ------------- | ------------- |
| м. Луганськ         | 71 553          | 17,1          | 75,7          | 7,3           |
| Алчевський          | 55 880          | 36,0          | 59,6          | 4,4           |
| Дмитріївський       | 43 043          | 55,9          | 38,9          | 5,3           |
| Кам'янобрідський    | 17 350          | 69,0          | 28,8          | 2,2           |
| Краснолуцький       | 83 087          | 43,6          | 50,0          | 6,4           |
| Лозовопавлівський   | 97 983          | 34,7          | 59,9          | 5,4           |
| Новосвітлівський    | 23 774          | 72,6          | 22,2          | 5,3           |
| Петровський         | 28 714          | 23,6          | 76,2          | 0,2           |
| Ровеньківський      | 65 673          | 38,7          | 57,2          | 4,2           |
| Слов'яносербський   | 33 526          | 50,5          | 47,0          | 2,4           |
| Сорокинський        | 31 274          | 8,4           | 88,4          | 3,3           |
| Станично-Луганський | 30 034          | 2,2           | 97,4          | 0,4           |
| Успенський          | 32 540          | 78,0          | 19,4          | 2,6           |
| Луганська округа    | 614 431         | 38,0          | 57,5          | 4,5           |

## Керівники округи

### Відповідальні секретарі окружного комітетуКП(б)У
- Мальцев Петро Іванович (.03.1923—15.01.1924),
- Ляпін Зиновій Федорович (15.01.1924—.11.1925),
- Новиков Д. В., в. о. (.11.1925—.12.1925),
- Семенов Борис Олександрович (.12.1925—16.11.1927),
- Чувирін Михайло Євдокимович (16.11.1927—.07.1929),
- Зайцев Федір Іванович (.07.1929—.08.1930)

### Голови окружного виконавчого комітету
- Мишков Микола Гордійович (1923—1924),
- Вершин Іван Дормидонтович (1924—1925),
- Мишков Микола Гордійович (1925),
- Вернигора Кирило Маркович (1925—1926),
- Бєликов Яків Петрович (1926—20.10.1927),
- Третьяков Микола Григорович (20.10.1927—1928),
- Ананченко Федір Гурійович (1928—.08.1930)